# Zespół VEXAS
Zespół VEXAS (wakuolarny somatyczny zespół autozapalny związany z enzymem E1 i chromosomem X) – poważna, postępująca choroba genetyczna osób dorosłych spowodowana pojedynczą mutacją w genie UBA1 komórek macierzystych hemopoezy. U pacjentów rozwija się zapalenie (obejmujące m.in. skórę, płuca, naczynia krwionośne i chrząstkę) i objawy reumatologiczne oraz hematologiczne. Autoimmunologiczne zapalenie oraz postępująca degradacja szpiku kostnego prowadzą do śmierci. Zespół VEXAS zidentyfikowano po raz pierwszy w 2020 r. u 25 mężczyzn. Nie opracowano efektywnego leczenia, jednak National Institute of Health prowadzi już badanie kliniczne nad wykorzystaniem komórek macierzystych w leczeniu VEXAS.